# 朝倉街道駅

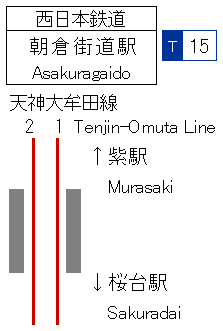
配線図

朝倉街道駅（あさくらがいどうえき）は、福岡県筑紫野市針摺中央二丁目にある西日本鉄道（西鉄）天神大牟田線の駅である。駅番号はT15。

## 歴史
- 1924年（大正13年）4月12日：九州鉄道の駅として開業。同時に朝倉軌道が二日市駅 - 針摺峠駅間に乗換駅として新設。
- 1939年（昭和14年）8月21日：朝倉軌道全線運行休止にともない朝倉軌道の駅が休止。
- 1940年（昭和15年）4月19日：朝倉軌道全線廃止に伴い九州鉄道の単独駅となる。
- 1942年（昭和17年）9月22日：西日本鉄道の駅となる。
- 1969年（昭和44年）3月1日：急行停車駅となる。
- 1974年（昭和49年）：駅舎を改築。
- 2008年（平成20年）5月18日：ICカードnimoca供用開始。
- 2017年（平成29年）2月1日：駅ナンバリングを導入[2]。
- 2024年（令和6年）9月10日[要出典]：クレジットカードなどのタッチ決済実証実験を開始[3]。

## 駅構造

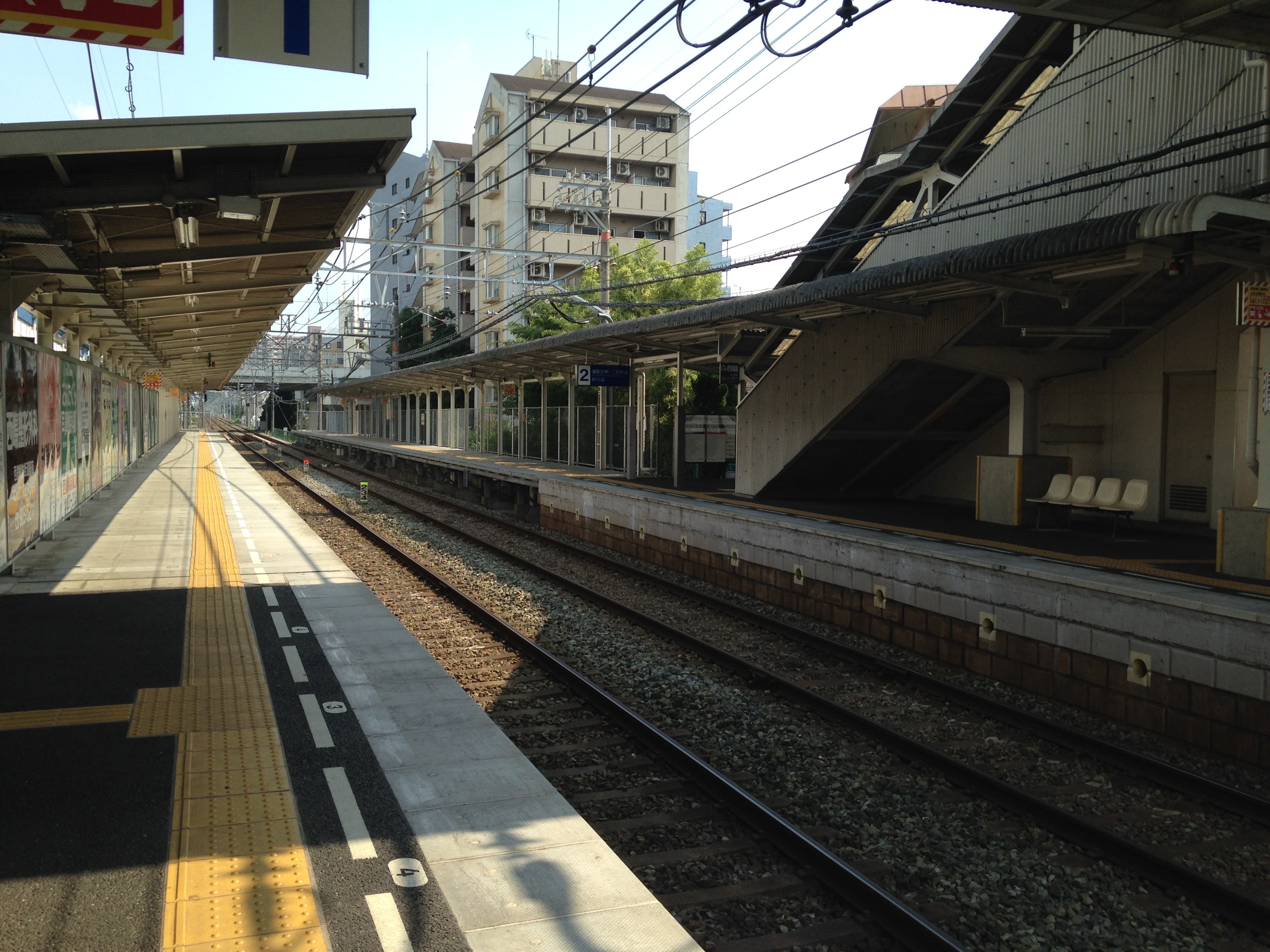
ホーム（2016年7月）

相対式ホーム2面2線を持つ地上駅である。改札口は1番のりばにつながる1ヵ所で、2つのホームは跨線橋でつながっている。
ホーム有効長は8両分ある。
| ホーム | 路線          | 方向 | 行先                     | 備考 |
| ------ | ------------- | ---- | ------------------------ | ---- |
| 1      | ■天神大牟田線 | 下り | 久留米・柳川・大牟田方面 |      |
| 2      | ■天神大牟田線 | 上り | 二日市・福岡（天神）方面 |      |

## 利用状況
2024年度の1日平均乗降人員は12,596人であり、西鉄の駅としては第12位である。
各年度の1日平均乗車および乗降人員は下表のとおり。
| 年度               | 1日平均 乗車人員 | 1日平均 乗降人員 | 乗降客数 増加率 (前年比) |
| ------------------ | ---------------- | ---------------- | ------------------------ |
| 1996年（平成08年） | 7,677            | 15,638           |                          |
| 1997年（平成09年） | 7,447            | 15,151           | -3.1%                    |
| 1998年（平成10年） | 7,170            | 14,592           | -3.7%                    |
| 1999年（平成11年） | 6,885            | 14,038           | -3.8%                    |
| 2000年（平成12年） | 6,633            | 13,504           | -3.8%                    |
| 2001年（平成13年） | 6,362            | 12,986           | -3.8%                    |
| 2002年（平成14年） | 6,118            | 12,523           | -3.6%                    |
| 2003年（平成15年） | 6,033            | 12,377           | -1.2%                    |
| 2004年（平成16年） | 5,874            | 12,030           | -2.8%                    |
| 2005年（平成17年） | 5,970            | 12,181           | 1.3%                     |
| 2006年（平成18年） | 6,118            | 12,329           | 1.2%                     |
| 2007年（平成19年） | 6,077            | 12,192           | -1.1%                    |
| 2008年（平成20年） | 6,241            | 12,377           | 1.5%                     |
| 2009年（平成21年） | 6,433            | 12,775           | 3.1%                     |
| 2010年（平成22年） | 6,381            | 12,747           | -0.1%                    |
| 2011年（平成23年） | 6,279            | 12,516           | -1.8%                    |
| 2012年（平成24年） | 6,205            | 12,355           | -1.3%                    |
| 2013年（平成25年） | 6,359            | 12,673           | 2.6%                     |
| 2014年（平成26年） | 6,137            | 12,288           | -3.0%                    |
| 2015年（平成27年） | 6,309            | 12,633           | 2.8%                     |
| 2016年（平成28年） | 6,433            | 12,835           | 1.6%                     |
| 2017年（平成29年） | 6,578            | 13,138           | 2.4%                     |
| 2018年（平成30年） | 6,666            | 13,317           | 1.4%                     |
| 2019年（令和元年） | 6,658            | 13,284           | -0.2%                    |
| 2020年（令和02年） |                  | 10,737           | -19.2%                   |
| 2021年（令和03年） |                  | 11,008           | 2.5%                     |
| 2022年（令和04年） |                  | 11,853           | 7.7%                     |
| 2023年（令和05年） |                  | 12,186           | 2.8%                     |
| 2024年（令和06年） |                  | 12,596           | 3.4%                     |

## 駅周辺
駅名の「朝倉街道」は駅前の踏切で天神大牟田線と交差する県道112号線の通称である。県道112号線は駅から南東方向へまっすぐ延びているが、山家道交差点より先は国道386号線として朝倉市を貫き大分県日田市へ延びている。天神大牟田線が開業する以前の1908年から1940年まで県道上に軽便鉄道の朝倉軌道（あさくらきどう）が敷設されており、当駅は乗換駅として設置されたものである。甘木線誕生以前は甘木、杷木方面と福岡市を結ぶ交通手段として、当駅で西鉄電車・朝倉軌道を乗り継ぐ方法がよく用いられていた。現在も駅前にあるバスセンターから西鉄バス二日市がこの県道112号線・国道386号線上を通り運行している。
駅は筑紫野市の中心部からやや南の位置にあるが、住宅が密集しており、周辺には商店も立ち並んでいる。
商業・産業・金融
- にしてつストア レガネット朝倉街道 - 西鉄ストアの1号店で、1969年7月に開店した[8]
- ゆめタウン筑紫野 - 県道112号線に沿って南東へ約500m
- イオンモール筑紫野 - JR天拝山駅方面へ約700m
- ベスト電器筑紫野店
- JA筑紫針摺支店
- 西日本シティ銀行朝倉街道支店
- 福岡銀行朝倉街道支店
- 福岡ヤクルト工場
- ラーメン二郎朝倉街道駅前店

官公署
- 筑紫野市役所
- 筑紫税務署
- 筑紫野警察署針摺交番
- 筑紫野太宰府消防組合
  - 筑紫野消防署
- 朝倉街道郵便局
- 石崎公民館

教育
- 筑紫野市立街道保育所
- 石崎幼稚園
- 福岡県立筑紫高等学校 - 北東へ約1.2km
- 筑紫野市立筑紫野中学校 - 東へ約1km
- 福岡県立福岡視覚特別支援学校 - 東へ約1.5km

医療
- 福岡大学筑紫病院 - 南へ約500m

### 交通
- JR鹿児島本線天拝山駅 - 西へ約600m
- 国道3号
- 朝倉街道バスセンター（西鉄バス・西鉄バス二日市・路線は2018年1月4日現在）
  - JR二日市駅方面
  - 山家道・篠隈・甘木・三連水車の里・原鶴温泉・杷木方面
  - 筑紫野市コミュニティバス「つくし号」（つくしの観光バス）

## 隣の駅
西日本鉄道
■天神大牟田線
■特急
通過
■急行
西鉄二日市駅（T13） - 朝倉街道駅（T15） - 筑紫駅（T17）
■普通
紫駅（T14） - 朝倉街道駅（T15） - 桜台駅（T16）